# 扇の一打事件

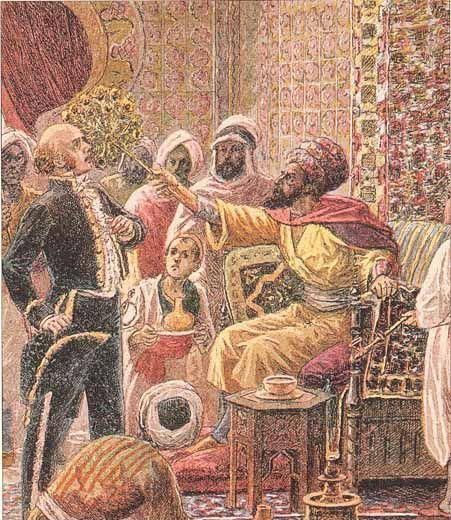
フサインがディヴァルを打っている場面

扇の一打事件とは、アルジェの太守フサイン・イブン・パシャが1827年4月29日に自分を愚弄したフランス駐アルジェ領事ピエール・ディヴァルの頬を羽根扇(正確に言うと、蠅払い、アルジェリアではこれを扇(Fan)と呼ぶ)で打った事件である。

## 背景
1789年のフランス革命は小麦の不足が革命の引き金の一つであった。
国民公会の採択した、当時世界で最も民主的な憲法であった1793年憲法は貧しい民衆からは支持されたが、大損害を受けた大地主たちからは支持されなかった。フランスは、ウィーン会議により再び革命前の王政に戻れたが支配者たちは、民衆を飢えさせると革命が起きるという教訓を忘れなかった。食料をしっかり確保しないとまた革命が起きてしまうと恐れたフランス国王や貴族たちは、対岸のアルジェリアに目をつけた。
フランスはフランス革命の最中から、マルセイユからアルジェリアの小麦を輸入しており、アルジェリアを領有すれば小麦やパンを大量に確保できると国王は考えた。駐アルジェ領事のディヴァルは国王やマルセイユ商人に唆され、アルジェリアへの攻撃のチャンスを窺っていた。

## 事件

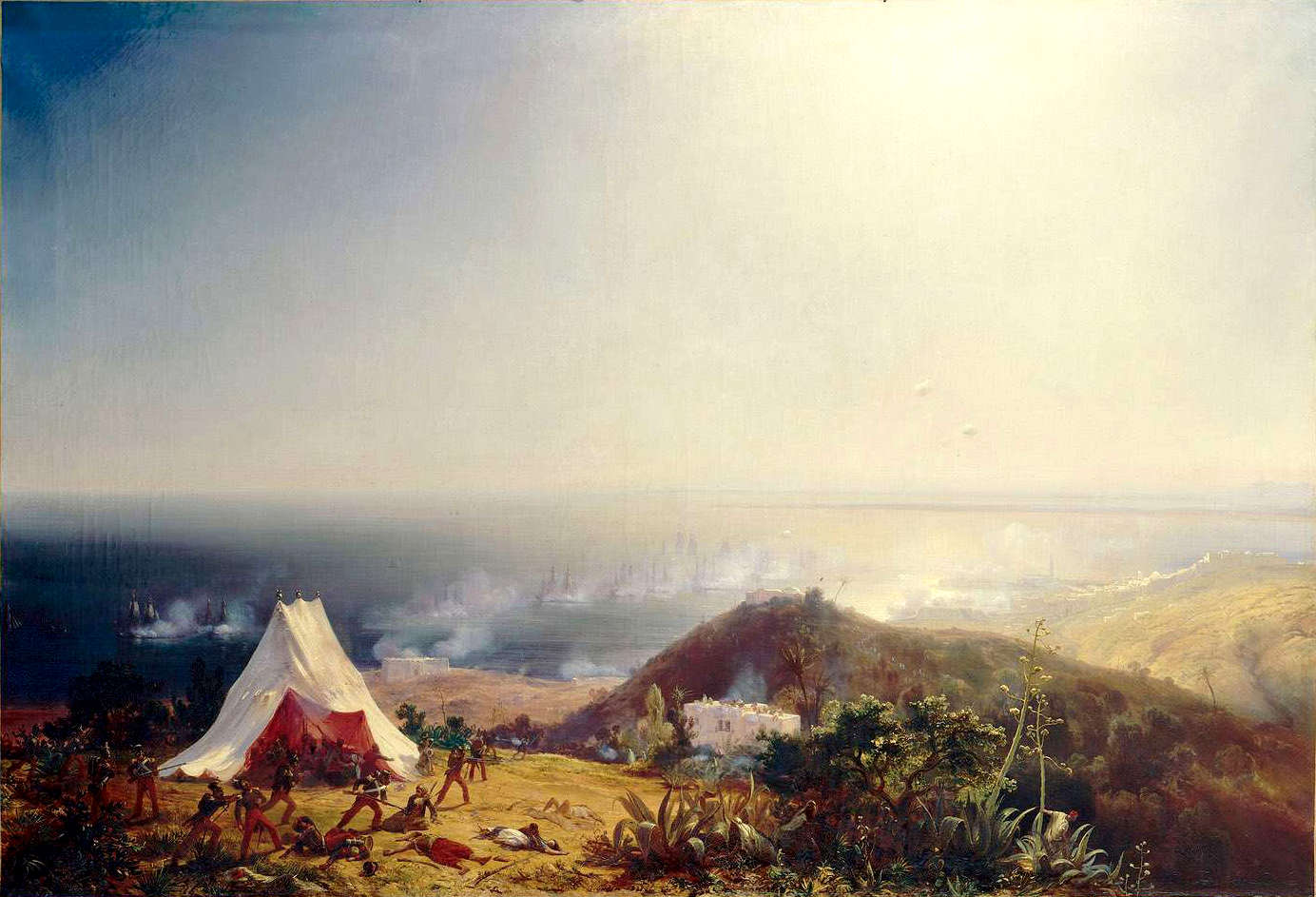
フランスがアルジェリアを攻撃している様子。

1827年4月29日、フサインはディヴァルが酷くフサインを侮蔑したのでかっとなりディヴァルの頬を扇で打ってしまった。その後シャルル10世は、待ってましたと言わんばかりに彼の全権委員を通して、フサインに謝罪を要求し、直ぐにアルジェ港封鎖を行った。このアルジェ港封鎖は3年続いたので、フランス商人はアルジェに行けなくなり損失が発生した。一方、バーバリー諸国(エジプト以外の北アフリカの旧称)の海賊は封鎖令を免れる事が出来た。交渉の提案の為、1829年にフランスがフセインに大使を赴かせると、フセインは大砲を以てフランスの艦隊に砲撃した。これにより、フランスはアルジェリアへの攻撃を開始した。尤も、この事件は、小麦の欲しさにアルジェリアを狙っていたフランスが仕組んだ罠だと言われている。